# Вилька-Садовская
Вилька-Садовская (укр. Вілька-Садівська) — село в Затурцевской сельской общине Владимирского района Волынской области Украины.
До 2020 года входило в Локачинский район.
Код КОАТУУ — 0722482403. Население по переписи 2001 года составляет 113 человек. Почтовый индекс — 45523. Телефонный код — 3374. Занимает площадь 44 км².